# اليساندرو كوتشاري
اليساندرو كوتشاري (بالإيطالية: Alessandro Cucciari)‏ لاعب كرة قدم إيطالي في مركز الدفاع (ولد في 11 سبتمبر 1969 في روما) لعب خلال مسيرته الكروية التي امتدت 20 عاما للكثير من الاندية الايطالية ابرزها نادي روما.